# Georgina Dempsey
Georgina Dempsey (* 29. Juli 2004 in Dublin, Irland) ist eine irische Cricketspielerin, die seit 2021 für die irische Nationalmannschaft spielt.

## Kindheit und Ausbildung
Dempsey war Teil des irischen Teams beim ICC U19 Women’s T20 World Cup 2023.

## Aktive Karriere
Dempsey gab ihr Debüt in der Nationalmannschaft im Mai 2021 in der WTwenty20-Serie gegen Schottland. Im Oktober folgte dann ihr Debüt im WODI-Cricket in Simbabwe. In der Folge etablierte sie sich im Team und erzielte unter anderem in den WODIs gegen Südafrika im Sommer 2022 45* Runs. Nachdem sie bei der Tour in Pakistan im November 2022 auf Grund von schulischen Examen aussetzen musste, wurde sie in der Folge für den ICC Women’s T20 World Cup 2023 nominiert.